# Heteropyxis canescens
Heteropyxis canescens là một loài thực vật có hoa trong Họ Đào kim nương. Loài này được Oliv. mô tả khoa học đầu tiên năm 1895.

## Hình ảnh

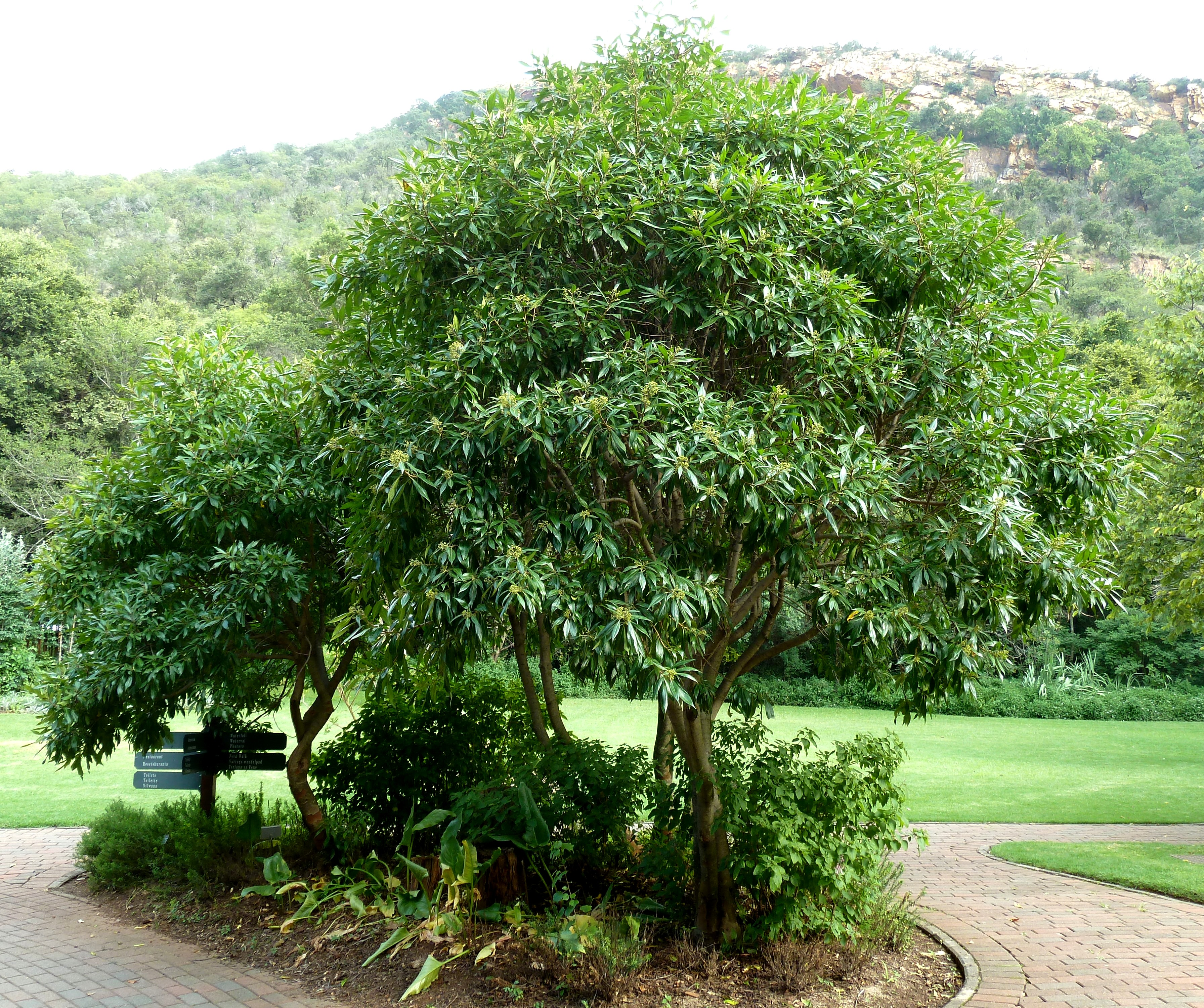
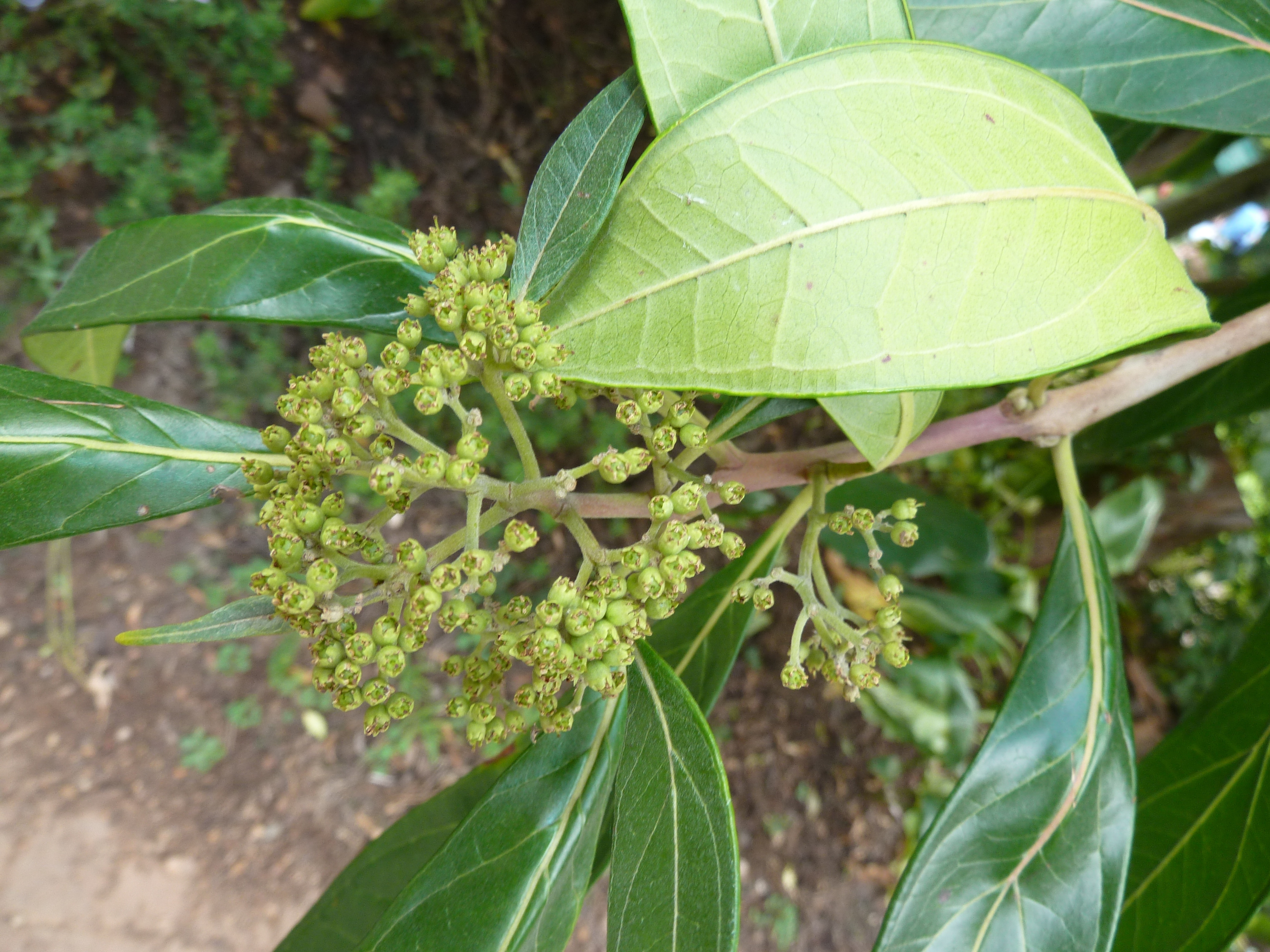
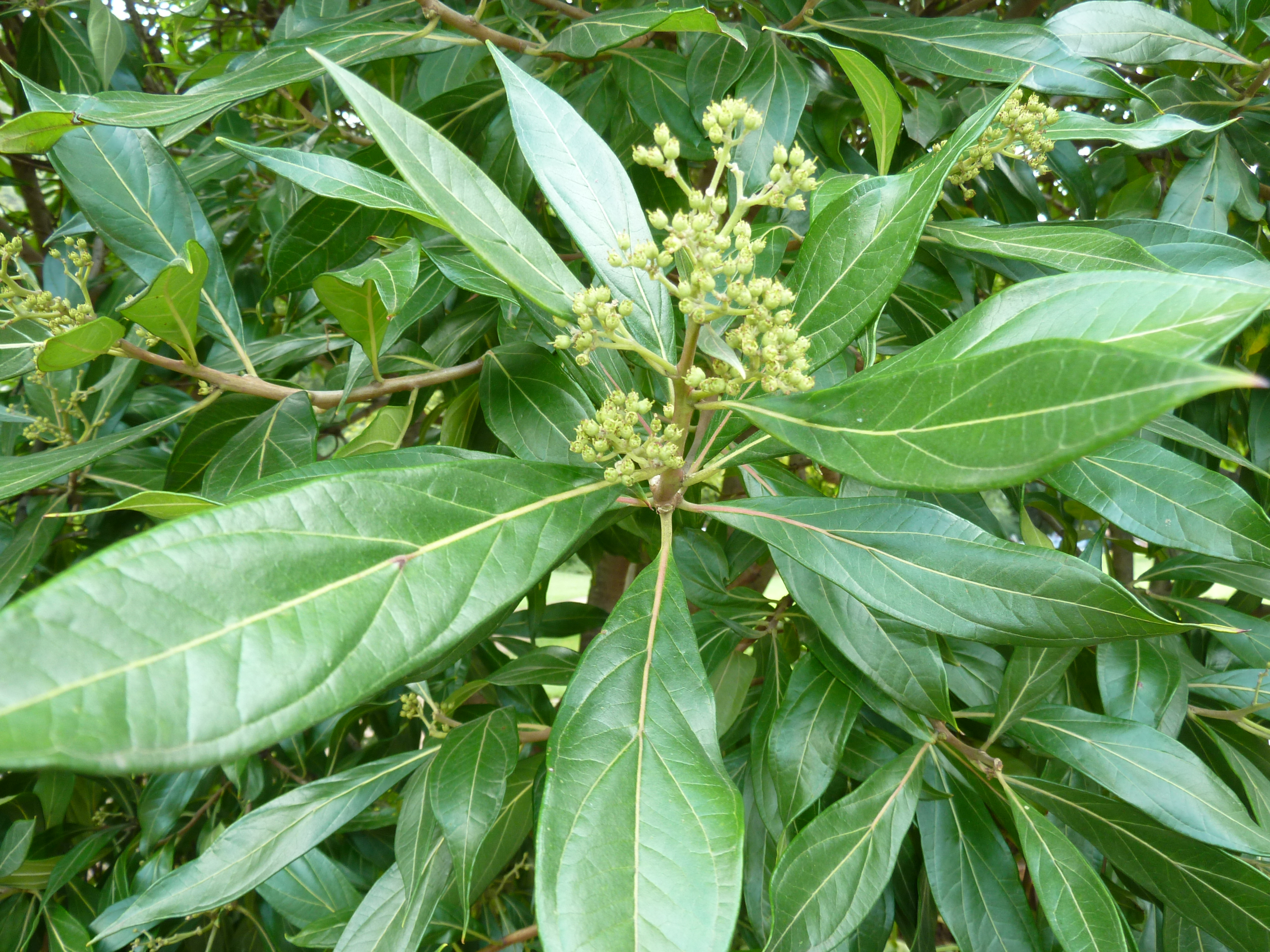
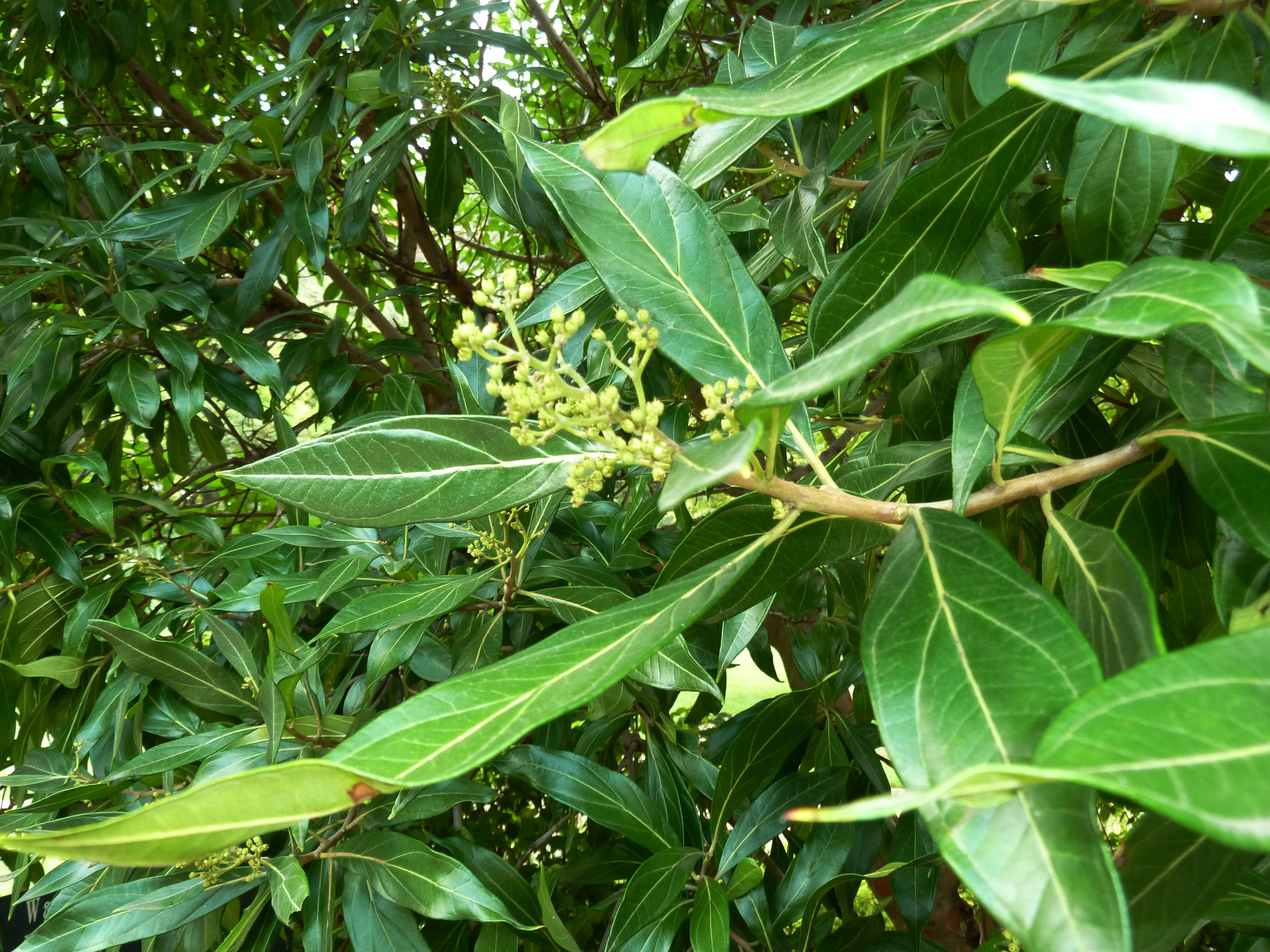